# Ljustjärnen (Enångers socken, Hälsingland)
Ljustjärnen är en sjö i Hudiksvalls kommun i Hälsingland och ingår i Nianåns huvudavrinningsområde. Sjön är 6,5 meter djup, har en yta på 0,088 kvadratkilometer och befinner sig 93,1 meter över havet. Sjön avvattnas av vattendraget Holmsbäcken (Bäckmoraån).

## Delavrinningsområde
Ljustjärnen ingår i det delavrinningsområde (683017-155793) som SMHI kallar för Utloppet av Ljustjärnen. Medelhöjden är 100 meter över havet och ytan är 0,36 kvadratkilometer. Räknas de 4 avrinningsområdena uppströms in blir den ackumulerade arean 17,55 kvadratkilometer. Holmsbäcken (Bäckmoraån) som avvattnar avrinningsområdet har biflödesordning 2, vilket innebär att vattnet flödar genom totalt 2 vattendrag innan det når havet efter 12 kilometer. Avrinningsområdet består mestadels av skog (75 procent). Avrinningsområdet har 0,09 kvadratkilometer vattenytor vilket ger det en sjöprocent på 24,5 procent.